# Crossover entre Alice Nevers et Section de recherches
Cet article présente les deux crossover des séries télévisées Alice Nevers et Section de recherches,.

## 1erCrossover: 2019
- Série : Alice Nevers
- Saison 17
- Épisode 1 : Série Noire (1/2) et Épisode 2 : Série Noire (2/2)
- Réalisation : Julien Zidi
- Diffusions : 
  -  France : 16 mai 2019 sur TF1
  -  Belgique : 10 mai 2019 sur La Une
  -  Suisse : 14 mai 2019 sur RTS Un
- Audiences : 
  -  Belgique :
  -  France : 5 951 000 téléspectateurs (soit 26 % de part d'audience)[3]
- Distribution :
- Marine Delterme : Juge Alice Nevers
- Jean-Michel Tinivelli : Commandant Fred Marquand
- Guillaume Carcaud : Victor Lemonnier, assistant d'Alice Nevers
- Gary Mihaileanu : Lieutenant Djibril Kadiri
- Xavier Deluc : Capitaine Martin Bernier
- Franck Sémonin : Lieutenant Lucas Auriol
- Félicité Chaton : Adjudant Victoire « Vicky » Cabral
- Stéphane Soo Mongo : Adjudant Alexandre « Alex » Sainte-Rose
- Élise Tielrooy : Capitaine Ariel Grimaud

- Résumé : La juge Alice Nevers a été enlevée. Son ravisseur demande que soit résolu le meurtre de sa sœur. Le commandant Marquand décide de faire appel à son vieil ami le capitaine Bernier.

- cet épisode se situe chronologiquement entre les saisons 13 et 14 de Section de recherches

## 2eCrossover: 2021
- Série : Section de recherches
- Saison 14
- Épisode 7 : Par amour (1/2) et Épisode 8 : Par amour (2/2)
- Belgique : 23 mai 2020 et 30 mai 2020 sur La Une
- Suisse : 13 février 2021 sur RTS Un
- France : 11 mars 2021 sur TF1
- réalisation : Éric Le Roux
- Distribution :
- Xavier Deluc : Capitaine Martin Bernier
- Franck Sémonin : Lieutenant Lucas Auriol
- Félicité Chaton : Adjudant Victoire « Vicky » Cabral
- Stéphane Soo Mongo : Adjudant Alexandre « Alex » Sainte-Rose
- Élise Tielrooy : Capitaine Ariel Grimaud
- Marine Delterme : Juge Alice Nevers
- Jean-Michel Tinivelli : Commandant Fred Marquand
- Guillaume Carcaud : Victor Lemonnier, assistant d'Alice Nevers
- Gary Mihaileanu : Lieutenant Djibril Kadiri

- Résumé : Laurence Sauvageon, PDG de Codex, entreprise spécialisée dans les drones militaires, est retrouvée égorgée. Or son mari, qui était l’amant du commandant Lorieux, avait été tué deux ans auparavant. Bernier fait appel à Marquand pour l’aider sur l’enquête.